# Borzechowo (gromada)
Borzechowo – dawna gromada, czyli najmniejsza jednostka podziału terytorialnego Polskiej Rzeczypospolitej Ludowej w latach 1954–1972.
Gromady, z gromadzkimi radami narodowymi (GRN) jako organami władzy najniższego stopnia na wsi, funkcjonowały od reformy reorganizującej administrację wiejską przeprowadzonej jesienią 1954 do momentu ich zniesienia z dniem 1 stycznia 1973, tym samym wypierając organizację gminną w latach 1954–1972.
Gromadę Borzechowo z siedzibą GRN w Borzechowie utworzono – jako jedną z 8759 gromad na obszarze Polski – w powiecie starogardzkim w woj. gdańskim na mocy uchwały nr 23/III/54 WRN w Gdańsku z dnia 5 października 1954. W skład jednostki weszły obszary dotychczasowych gromad Borzechowo, Mały Bukowiec i Radziejewo ze zniesionej gminy Zblewo oraz obszar dotychczasowej gromady Osowo Leśne ze zniesionej gminy Lubichowo w tymże powiecie. Dla gromady ustalono 20 członków gromadzkiej rady narodowej.
1 stycznia 1960 gromadę zniesiono, a jej obszar włączono do gromad: Lubichowo (miejscowości Boby, Kujawy, Osowo Leśne, Młynki, Polka, Skowronek i Sowi Dół) i Zblewo (miejscowości Borzechowo, Mały Bukowiec, Nowe Borzechowo, Pazda, Radziejewo, Jeziornik, Twardy Dół i Wirty) w tymże powiecie.